# فالتس، ایلینوی
فالتس (به انگلیسی: Fults) یک روستا در ایالات متحده آمریکا است که در ایلینوی واقع شده‌است. فالتس ۰٫۱۴ کیلومتر مربع مساحت و ۲۶ نفر جمعیت دارد.